# Rathaus Steglitz (metropolitana di Berlino)
Rathaus Steglitz è una stazione della metropolitana di Berlino, sulla linea U9.

## Strutture e impianti
Il progetto architettonico della stazione fu elaborato da Rainer G. Rümmler con la collaborazione di Dieter Berger e Werner Sorgenfrei.

## Interscambi
- Stazione ferroviaria (Rathaus Steglitz)[2]
- Fermata autobus